# Michael Corbat
Michael L. Corbat, född 2 maj 1960, är en amerikansk företagsledare som är vd för den globala bankkoncernen Citigroup Inc. sedan 16 oktober 2012. Han har arbetat inom Citigroup sedan 1983 och har haft chefsansvar för bland annat marknaderna för Afrika, Europa och Mellanöstern, globala investeringsrådgivningsenheten och Citigroups holdingbolag. Corbat var också ledamot i styrelsen för skivbolaget EMI Group Limited på grund av att Citigroup tog över ägaransvaret för skivbolaget när EMI hade skulder på uppemot $4 miljarder, skivbolaget styckades upp och såldes till Universal Music Group och Sony/ATV Music Publishing för totalt $4,1 miljarder.
Han avlade en kandidatexamen i nationalekonomi vid Harvard University.